# Критически изследвания в мениджмънта
Критически изследвания в мениджмънта (КИМ) е широкообхватно поле в мениджмънт теориите, обвързано с критическата теория и лявото в политиката, което обхваща теми като мениджмънт, бизнес и организационни изследвания. То включва широка гама от перспективи, които са критични към традиционните и мейнстрийм възгледи в мениджмънта и бизнес школите, които генерират тези теории, и е свързано с хетеродоксалната икономика.
Смята се, че критическите изследвания в мениджмънта има за свое начало редакторската работа на Мат Алвесън и Хю Уилмът върху сборника „Критически изследвания в мениджмънта“ (Critical Management Studies), издаден през 1992. КИМ първоначално свързва критическата теория и постструктурализма, но по-късно развива много по-разнообразни посоки на изследване и критика.